# Yu-Gi-Oh!: Chou Yuugou! Toki wo Koeta Kizuna
Yu-Gi-Oh!: Vínculos Além do Tempo (10thアニバーサリー 劇場版 遊☆戯☆王 〜超融合!時空を越えた絆〜, Tensu Anibāsarī Gekijōban Yū-Gi-Ō!: Chō-Yūgō! Toki o Koeta Kizuna, Yu-Gi-Oh! the Movie: Super Fusion! Bonds That Transcended Time no Japão) é um filme 3D de animação japonesa, que faz parte da franquia Yu-Gi-Oh! criada pelo mangaká  Kazuki Takahashi. O filme celebra o décimo aniversário da série de anime Yu-Gi-Oh! Duel Monsters e faz um crossover com as séries seguintes: Yu-Gi-Oh! GX e Yu-Gi-Oh! 5D's. Foi lançado nos cinemas japoneses em 23 de janeiro de 2010.
O anime estreou no Brasil em 2013 via streaming pelo catálogo do Vivo Play, em 2014 pelo catálogo do Claro Video, e em 2016 pelo catálogo do Netflix.

## Produção
O filme foi anunciado pela primeira vez em julho de 2009.  Foi revelado que a animação seria um filme 3D na edição de novembro da revista V-Jump.